# Verpa
Verpes
Genre
Les verpes sont un genre (Verpa) de champignons de la famille des Morchellaceae.

## Description
Leurs spores sont blanches, leur hyménium peut être lisse ou fortement ridé. Leur vallécule est très profonde. Ils sont saprophytes.

## Liste d'espèces
Selon Index Fungorum (2 novembre 2013) :
- Verpa agaricoides (DC.) Pers. 1822
- Verpa atroalba Fr. 1822
- Verpa bispora (Sorokīn) Lagarde 1924
- Verpa bohemica (Krombh.) J. Schröt. 1893 (syn. Ptychoverpa bohemica (Krombh.) Boud., 1907 — Verpe de Bohême[2]
- Verpa candida Sw. 1814
- Verpa chicoensis Copel. 1904
- Verpa conica (O.F. Müll.) Sw. 1815 — Verpe[3], Verpe conique[2], Verpe en forme de dé[4], Verpe en doigt de gant[5], Verpe en forme de doigt de gant[4]
- Verpa digitaliformis Pers. 1822
- Verpa dubia Lév. 1846
- Verpa ferruginea (Sowerby) Wallr. 1833
- Verpa formosana Kobayasi 1983
- Verpa fulvocincta Bres. 1881
- Verpa grisea Corda 1833
- Verpa helvelloides Krombh. 1831
- Verpa indigocola Oudem. 1897
- Verpa krombholzii Corda 1828
- Verpa morchellula Fr. 1822
- Verpa patula Fr. 1822
- Verpa perpusilla Rehm 1909
- Verpa pusilla Quél. 1873
- Verpa pusilla Saut.
- Verpa rugipes Fr. 1822
- Verpa sauteri Rehm
- Verpa speciosa Vittad. 1835